# 马东山组
马东山组是位于中国宁夏固原一带以及甘肃的白垩纪地层，1959年由石油部银川石油勘探局一二五队命名。该地层以蓝灰、灰绿、灰黄色薄中层状钙质泥岩、页岩、泥灰岩为主，间夹鲕状灰岩、隐晶灰岩、油页岩等。